# ليزا كول
ليزا كول (بالإنجليزية: Lisa Cole) (1 يناير 2000 بالولايات المتحدة - ) هي مدربة كرة قدم ولاعبة كرة قدم أمريكية في مركز حراسة المرمى. لعبت مع بوسطن بريكرز.

## وصلات خارجية
- ليزا كول على موقع الاتحاد الدولي (مؤرشف)  (الإنجليزية)
- ليزا كول على موقع قاعدة بيانات كرة القدم.إي يو (الإنجليزية)
- ليزا كول على موقع عالم كرة القدم.نت (الإنجليزية)